# Multia
Multia este o comună din Finlanda.